# Чемпион Канады WWF
В августе 1985 года World Wrestling Federation (WWF) поглотила монреальский промоушен International Wrestling (Lutte Internationale). После перехода в WWF Дино Браво был объявлен чемпионом Канады WWF в некоторых городах Канады до января 1986 года, когда от этого титула отказались.

## Статистика
| Рекорд                              | Обладатель | Значение | Примечания                                     |
| ----------------------------------- | ---------- | -------- | ---------------------------------------------- |
| Самое большее количество чемпионств | Дино Браво | 1 раз    | Дино Браво был первым и единственным чемпионом |
| Самое долгое чемпионство            | Дино Браво | 157 дней | Дино Браво был первым и единственным чемпионом |
| Самое короткое чемпионство          | Дино Браво | 157 дней | Дино Браво был первым и единственным чемпионом |
| Самый старый чемпион                | Дино Браво | 37 лет   | Дино Браво был первым и единственным чемпионом |
| Самый молодой чемпион               | Дино Браво | 37 лет   | Дино Браво был первым и единственным чемпионом |
| Самый тяжёлый чемпион               | Дино Браво | 120 кг   | Дино Браво был первым и единственным чемпионом |
| Самый лёгкий чемпион                | Дино Браво | 120 кг   | Дино Браво был первым и единственным чемпионом |

## История титула

Дино Браво был первым и единственным чемпионом

### Список чемпионов
| № | Рестлер    | Фото | Дата                 | Количество чемпионств | Дней | Город                    | Шоу        | Прочее                                                                                        | Ссылки            |
| - | ---------- | ---- | -------------------- | --------------------- | ---- | ------------------------ | ---------- | --------------------------------------------------------------------------------------------- | ----------------- |
| 1 | Дино Браво |      | 18 августа 1985 года | 1                     | 157  | Монреаль, Квебек, Канада | House show | После выкупа WWF Лэйте Интернешнл, Дино Браво присоединился к WWF и стал Чемпионом Канады WWF | [ Прим. 1 ]       |
| — | Упразднен  |      | 22 января 1986 года  | —                     | —    | —                        | —          | Дино Браво покинул World Wrestling Federation, а титул был упразднён                          | [ Прим. 2 ] [ 1 ] |

### По количеству дней владения титулом
| Символ | Значение            |
| ------ | ------------------- |
| *      | Действующий чемпион |

На май 2025 года
| № | Рестлер    | Чемпионских титулов | Количество дней владения титулом |
| - | ---------- | ------------------- | -------------------------------- |
| 1 | Дино Браво | 1                   | 157                              |

## Комментарии
1. ↑  Дино Браво был первым и единственным чемпионом, в дальнейшем WWF решила не продвигать титул
2. ↑  Титул был упразднён после того как Дино Браво покинул World Wrestling Federation